# 후키코시 미츠루
후키코시 미쓰루(吹越 満, 1965년 2월 17일 ~ )는 일본 아오모리현 출신의 배우이다. 소속사는 프롬 퍼스트 프로덕션이며, 1984년부터 1999년 1월까지 극단 WAHAHA 본점에 재적했었다.
배우 히로타 레오나와 1994년 12월 24일 결혼해 아이도 한 명 생겼으나, 2005년 12월 12일 이혼해 아이는 히로타가 키우게된다.

## 출연

### 드라마
- 1998년 《뉴스의 여자》
- 1998년 《때리는 여자》
- 1998년 《쇼무니》
- 2000년 《스트레이트 뉴스》
- 대하드라마 (NHK)
  - 호조 토키무네 (2001년) - 무네타카 친왕 역
  - 군사 칸베에 (2014년) - 아시카가 요시아키 역
  - 여자 성주 나오토라 (2017년) - 오노 마사나오 역
- 2005년 《파트너》
- 2006년 《짐승의 길》
- 2006년 《혐오스런 마츠코의 일생》
- 2008년 《원한 해결 사무소 스페셜: 가족의 어둠》
- 2008년 《로스:타임:라이프》
- 2009년 《노래 오빠》
- 2010년 《비밀》
- 2010년 《환야》
- 2011년《심야식당 2》 제6화
- 2011년《헌터: 그 여자들, 현금사냥꾼》
- 2011년《나의 하늘: 형사편》
- 2012년《운명의 인간》
- 2012년《오파츠》
- 2012년《회색 무지개》
- 2012년《여비닉 조사관》
- 2019년 《기사룡전대 류소저》

### 영화
- 1998년 《사무라이 픽션》
- 2000년 《화이트아웃》
- 2002년 《황혼의 사무라이》 - 이노마 미츠요조 역
- 2002년 《미스터 루키》 - 야베 역
- 2004년 《북의 영년》 - 하세 케이이치로 역
- 2004년 《일상공포극장 - 오노히노타마》
- 2004년 《팔묘촌》
- 2004년 《레이디 조커》
- 2005년 《춤추는 대수사선 극장판 외전 2 - 용의자 무로이 신지》
- 2006년 《편지》
- 2008년 《가베》
- 2009년 《BALLAD 이름없는 사랑 노래》
- 2009년 《러브 익스포져》
- 2009년 《확실히 전해》
- 2011년 《차가운 열대어》
- 2011년 《언페어 더 앤서》
- 2011년 《고독사》
- 2012년 《두더지》
- 2018년 《모리의 정원》 - 미즈시마 역
- 2018년 《콜 마이 네임》 - 시무라 아츠시 역
- 2018년 《JK 록》
- 2019년 《우리 집사가 말하기를》 - 카리스마 신이치로 역
- 2019년 《옆얼굴》 - 토즈카 켄지 역
- 2019년 《기사룡전대 류소우저 더 무비 타임 슬립! 공룡 패닉!!》
- 2020년 《총 2020》
- 2023년 《리볼버 릴리》 - 우에무라 역